# Severiano Correia
Severiano Correia (né en 1913 et mort le 14 septembre 1978) est joueur puis entraîneur de football portugais, devenu ensuite journaliste.

## Biographie
Né en 1913, Severiano Correia a débuté au sein du club de Benfica à l’âge de quinze ans. On connaît très peu de chose concernant sa carrière de joueur si ce n’est le fait qu’il y met un terme en 1934 en raison d'une blessure, alors qu’il joue au Boavista.  Il devient alors un célèbre entraîneur et journaliste, grâce à des journaux tels que "A Bola", "Mundo Deportivo", "Jornal do Comércio" et "O Benfica". En tant que coach il a entraîné deux fois au Mozambique (de 1949 à 1955, et entre 1961 et 1964, période pendant laquelle il a aussi été entraîneur d’une sélection de joueurs d’origine mozambicaine) passant aussi par l'Angola et l'Afrique du Sud 
Il est appelé au secours du Vitória Setúbal, en cours de la saison 1959-60, il n’arrive malheureusement pas à redresser le club, démissionne et est remplacé par le joueur, Artur Vaz.
Il est aussi passé par la Grèce, où dès la première année il qualifie l’équipe du Aris Salonique (4e) pour les compétitions européennes (C3) , ainsi que la saison suivante où il finit troisième du championnat grec. Malgré ces bons résultats il quitte le club et rejoint le AO Proodeftiki qui vient d’être promu, et finit douzième de première division grecque. La maladie commençant à faire son chemin il décide de ne plus entraîner. Cela ne durera que deux saisons, lors de celle de 1973-74,il est à nouveau contacté par un autre club grec, c’est le Apollon Kalamarias, qui lui aussi vient d’être promu en première division. Malheureusement il finit 18e et dernier du classement. 
Il quitte une nouvelle fois le football, mais il est appelé par le club brésilien de la Portuguesa, à remplacer le célèbre Otto Gloria, courant de la saison 1975 ainsi que la suivante, durant laquelle il gagne la "Taça Governador do Estado".

## Statistiques

### Entraîneur
| Résultats | Résultats            | Résultats  | Résultats | Résultats | Résultats | Résultats | Total       | Total     | Total      |
| Saison    | Club                 | Pays       | Victoires | Nuls      | Défaites  | Titres    | % Victoires | % Nuls    | % Défaites |
| --------- | -------------------- | ---------- | --------- | --------- | --------- | --------- | ----------- | --------- | ---------- |
| 1942-43   | Académica de Coimbra | DI         | 6         | 2         | 11        | 1         | incomplet   | incomplet | incomplet  |
| 1943-44   | Académica de Coimbra | DI         | 7         | 1         | 17        | 1         | incomplet   | incomplet | incomplet  |
| 1944-45   | Atlético CP          | D.II B     | 11        | 2         | 9         | 1         | 50 %        | 9,10 %    | 40,90 %    |
| 1947-48   | O Elvas              | DI         | 12        | 2         | 14        | Néant     | 42,86 %     | 7,14 %    | 50 %       |
| 1955-56   | Lusitano de Évora    | DI         | 6         | 9         | 11        | Néant     | incomplet   | incomplet | incomplet  |
| 1956-57   | Atlético CP          | DI         | 6         | 4         | 16        | Néant     | incomplet   | incomplet | incomplet  |
| 1959-60   | Vitória Setúbal      | DI         | Inconnu   | Inconnu   | Inconnu   | Néant     | incomplet   | incomplet | incomplet  |
| 1965-66   | SC Olhanense         | DII        | 1         | 1         | 1         | Néant     | incomplet   | incomplet | incomplet  |
| 1966-67   | SC Olhanense         | DII Z. Sud | 0         | 2         | 1         | Néant     | incomplet   | incomplet | incomplet  |
| 1967-68   | Aris Salonique       | DI         | 16        | 9         | 9         | Néant     | incomplet   | incomplet | incomplet  |
| 1968-69   | Aris Salonique       | DI         | 19        | 11        | 8         | Néant     | incomplet   | incomplet | incomplet  |
| 1969-70   | AO Proodeftiki       | DI         | 9         | 13        | 12        | Néant     | incomplet   | incomplet | incomplet  |
| 1973-74   | Apollon Kalamarias   | DI         | 5         | 8         | 21        | Néant     | incomplet   | incomplet | incomplet  |
| 1975      | Portuguesa           | DI         | Inconnu   | Inconnu   | Inconnu   | Néant     | incomplet   | incomplet | incomplet  |
| 1976      | Portuguesa           | DI         | 6         | 8         | 11        | 1         | 24 %        | 32 %      | 44 %       |
| Total     | Total                | Total      | incomplet | incomplet | incomplet | incomplet | incomplet   | incomplet | incomplet  |

### Coupes Européennes
| Date              | Club           | Compétition | Adversaire                     | Résultat |
| ----------------- | -------------- | ----------- | ------------------------------ | -------- |
| 16 septembre 1968 | Aris Salonique | 32èmes C3   | Malte Hibernians Football Club | 1-0      |
| 22 septembre 1968 | Aris Salonique | 32èmes C3   | Malte Hibernians Football Club | 0-6      |
| 6 novembre 1968   | Aris Salonique | 16èmes C3   | Újpest Dózsa SC                | 1-2      |
| 20 novembre 1968  | Aris Salonique | 16èmes C3   | Újpest Dózsa SC                | 9-1      |

## Palmarès

### En tant qu’entraîneur

#### Avec l'Académica de Coimbra
- Vainqueur du Championnat de l’AF Coimbra : 2 fois (1942-43 et 1943-44).

#### Avec leAtlético CP
- Vainqueur du Championnat du Portugal de deuxième division B : 1 fois (1944-45)[6].

#### Avec leFerroviário de Lourenço-Marquès
- Vainqueur du Championnat de l’AF Lourenço-Marquès : 2 fois (1950 et 1951).
- Vainqueur du Championnat Colonial du Mozambique: 1 fois (1962-63).

#### Avec laPortuguesa
- Vainqueur de la Taça Governador do Estado : 1 fois (1976).